# Catedral alemana (Berlín)
La catedral Alemana (del alemán: Deutscher Dom), oficialmente iglesia Nueva (del alemán: Neue Kirche), es una iglesia situada en la Gendarmenmarkt de Berlín, frente a la Catedral Francesa. Su parroquia consistía en el norte del entonces nuevo barrio de Friedrichstadt, que hasta entonces pertenecía a la parroquia de la Iglesia de Jerusalén. Los feligreses luteranos y calvinistas (de las Iglesias Reformadas alemanas) usaban el alemán como su idioma nativo, en oposición a la congregación calvinista de habla francesa de la Catedral Francesa, al otro lado de Gendarmenmarkt. El idioma de los feligreses, junto con la torre con la cúpula, le valió a la iglesia su nombre coloquial  Catedral Alemana (Deutscher Dom). La iglesia no es una catedral en sentido estricto porque no es sede obispal.

## Iglesia y congregaciones
Entre 1701 y 1708 Giovanni Simonetti construyó la primera iglesia según el diseño de Martin Grünberg. Fue la tercera iglesia de Friedrichstadt, fundada en 1688, que era una ciudad de dominación principesca, mientras que los vecinos antiguo Berlín y Cölln tenían el título de ciudad. El Príncipe-Elector originalmente solo estableció una congregación calvinista, dado que ellos (los Hohenzollerns) eran calvinistas, pero más y más luteranos se trasladaron a ella. Por tanto, en 1708 la Iglesia Nueva se hizo calvinista y luterana simultaneum.
El solar de la iglesia fue separado del llamado Cementerio Suizo, que había sido creado para los hugonotes, que habían llegado a Berlín entre 1698 y 1699 de su refugio intermitente en Suiza. El edificio original tenía una planta pentagonal con ábsides semicirculares. El interior se caracterizaba por un altar y púlpito combinado que se apoya en el pilar central del este frente a la entrada, típico de los protestantes. 

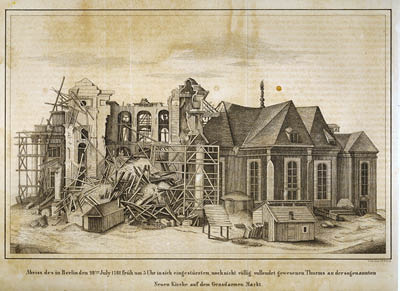
La Iglesia Nueva tras el derrumbe de su torre en 1781.

En 1780 Carl von Gontard diseñó y comenzó la construcción de una torre, al este de la sala de oración. Su diseño de las torres, la segunda de las cuales se añadió a la Catedral Francesa, seguía la tradición palladiana y tenía la forma de la Iglesia de Santa Genoveva de París (ahora el Panteón), entonces todavía en construcción por Jacques-Germain Soufflot. La construcción de las torres pretendía hacer que Gendarmenmarkt se pareciera a la Piazza del Popolo en Roma. Cuando estaba en construcción, la torre de la Iglesia Nueva se derrumbó. Georg Christian Unger fue el encargado de realizar el proyecto de Gontard.  
Christian Bernhard Rode creó las estatuas, representando personajes del Antiguo y Nuevo Testamento, que se añadieron a la torre. La cúpula se coronó con una estatua que simbolizaba la virtud victoriosa (ahora una réplica posterior a la guerra). El relieve del frontón representa la conversión de Pablo de Tarso. En 1817 las dos congregaciones de la Catedral Alemana, como la mayoría de congregaciones reformadas y luteranas de Prusia, se unieron a la organización común llamada Iglesia Evangélica de Prusia (con este nombre desde 1821). Cada congregación pudo elegir entre mantener su antiguo nombre o adoptar el nuevo nombre común. 

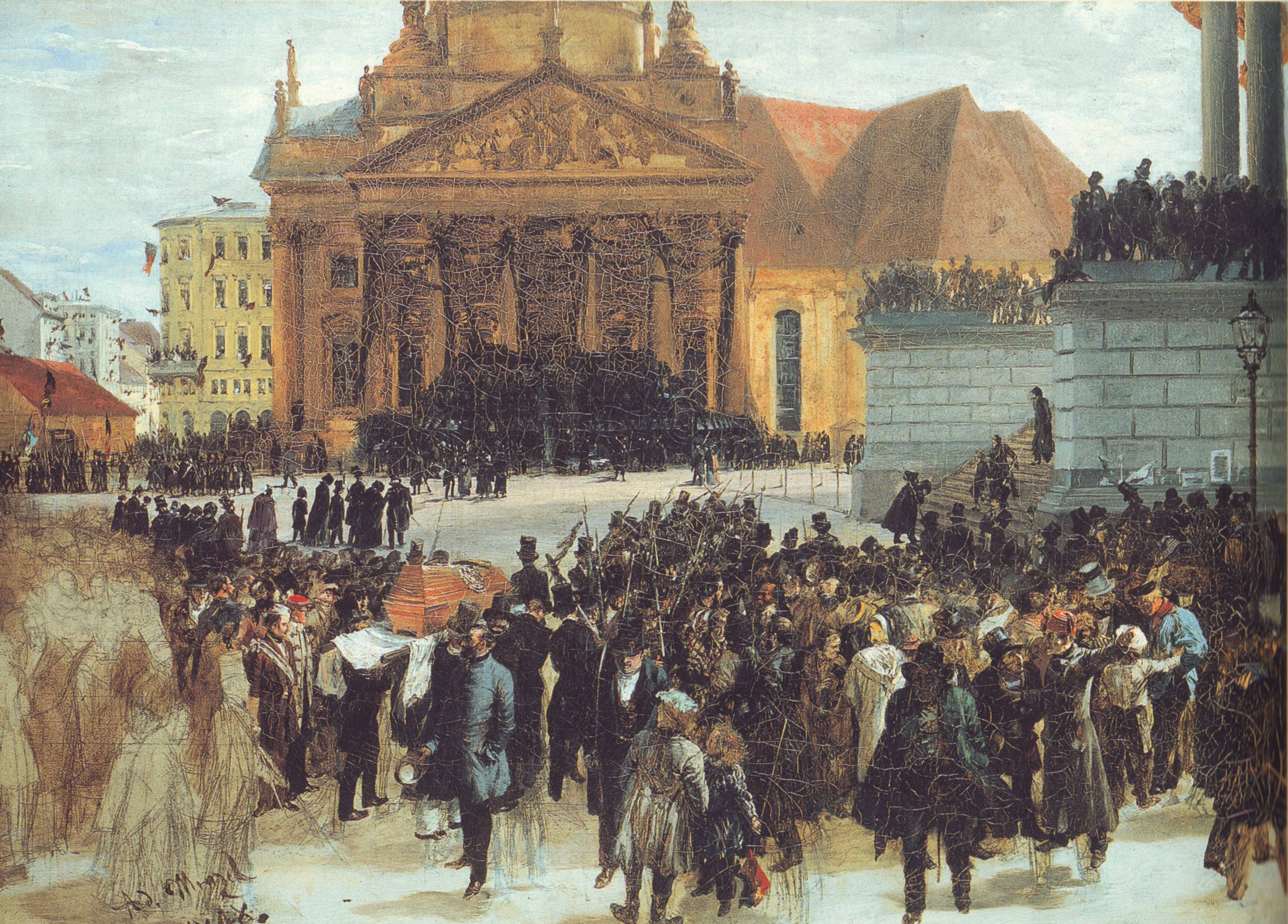
Los féretros de las víctimas de la Revolución de Marzo en la catedral Alemana con su antigua sala de oración desde 1708, en un cuadro de Adolph Menzel.

La Iglesia Nueva se hizo famosa como un lugar histórico de Prusia. El 22 de marzo de 1848 los féretros de 183 berlineses, que habían sido asesinados durante la Revolución de Marzo, se mostraron en el lado norte de la iglesia. Después de un servicio evangélico en la sala de oración, un pastor evangélico, un sacerdote católico y un rabí, uno después del otro, se dirigieron brevemente al público, antes de que la multitud acompañara a los féretros hasta las tumbas. 
En 1881 se demolió la sala de oración en ruinas y Hermann von der Hude y Julius Hennicke la sustituyeron por una nueva de planta pentagonal, siguiendo el diseño neobarroco de Johann Wilhelm Schwedler. Otto Lessing diseñó las seis estatuas del ático de la nueva sala de oración. El 17 de diciembre de 1882 se inauguró la nueva sala de oración.  
En 1934 las congregaciones de la Iglesia Nueva se habían unido con la de la Iglesia de Jerusalén y se habían convertido (tras más fusiones) en la actual Congregación Evangélica de Friedrichstadt. También usa la catedral Francesa al otro lado de Gendarmenmarkt y la Iglesia de Lucas en Berlin-Kreuzberg. 
En 1943 la iglesia Nueva fue destruida casi totalmente en los bombardeos de Berlín en la Segunda Guerra Mundial y fue reconstruida entre 1977 y 1988. Mientras tanto el gobierno alemán adquirió el edificio y la parcela. El edificio fue actualizado, desacralizado y reabierto en 1996 como el Museo del Bundestag, sobre la historia parlamentaria de Alemania (Hitos-Retrocesos-Desvíos, El Camino a la Democracia Parlamentaria en Alemania). 

La Iglesia Nueva al atardecer, con el monumento de mármol a Friedrich Schiller en primer plano.

Las dos congregaciones de la Catedral Alemana mantuvieron cementerios con las dos congregaciones de la vecina Iglesia de Jerusalén (otra simultaneum), tres de los cuales están comprendidos (con cementerios de otras congregaciones) en un recinto de seis cementerios, que está entre los cementerios históricos más importantes de Berlín. Se sitúan en Berlin-Kreuzberg, al sur de Hallesches Tor (Metrode Berlín) (Friedhöfe vor dem Halleschen Tor).

## Feligreses notables
- E. T. A. Hoffmann
- Georg Wenzeslaus von Knobelsdorff, quien originalmente fue enterrado en la iglesia, y posteriormente trasladado al cementerio al sur de Hallesches Tor.
- Antoine Pesne, originalmente enterrado en la iglesia, y posteriormente trasladado al cementerio al sur de Hallesches Tor.